# Koufurderrige
Koufurderrige (en frison : Kûfurderrige) est un village de la commune néerlandaise de Súdwest Fryslân, situé dans la province de Frise.

## Géographie
Le village se situe dans l'ouest de la Frise, à 9 km au sud de la ville de Sneek.

## Histoire
Koufurderrige faisait partie de la commune de Doniawerstal jusqu'au 1er janvier 1984, puis de celle de Wymbritseradiel jusqu'au 1er janvier 2011, où celle-ci est supprimée et fusionnée avec Bolsward, Nijefurd, Sneek et Wûnseradiel pour former la nouvelle commune de Súdwest-Fryslân.

## Démographie
En 2021, la population s'élève à 135 habitants.